# Одесса (футбольный клуб)
«Одесса» — украинский футбольный клуб из одноимённого города, созданный в 2011 году на базе овидиопольского «Днестра». Выступал в Первой лиге Украины. 26 июня 2013 года команда снялась с соревнований и вышла из состава ПФЛ.
С сезона 2013 ФК Одесса выступает в зимнем первенстве Одессы по футболу.

## История клуба
Первый товарищеский матч ФК «Одесса» провел 29 июня 2011 года (ФК «Тирасполь» — 1:1).
Первый официальный матч ФК «Одесса» провел 16 июля 2011 года (ФК «Энергетик» — 2:2).
В структуру клуба входит главная команда, выступающая в первой лиге первенства Украины и Кубке страны, молодёжный состав, принимающий участие в городских соревнованиях, а также команда ДЮСШ, защищающая клубные цвета в чемпионате детско-юношеской футбольной лиги Украины.
Домашние матчи проводит на одесском муниципальном стадионе «Спартак» (4600 мест).